# Кашово
Кашово (пол. Kaszowo) — село в Польщі, у гміні Мілич Мілицького повіту Нижньосілезького воєводства.
Населення — 346 осіб (2011).
У 1975-1998 роках село належало до Вроцлавського воєводства.

## Демографія
Демографічна структура станом на 31 березня 2011 року:
|          | Загалом | Допрацездатний вік | Працездатний вік | Постпрацездатний вік |
| -------- | ------- | ------------------ | ---------------- | -------------------- |
| Чоловіки | 165     | 35                 | 118              | 12                   |
| Жінки    | 181     | 49                 | 104              | 28                   |
| Разом    | 346     | 84                 | 222              | 40                   |